# 東昭広
東 昭広（ひがし あきひろ、1968年7月2日 - ）は、日本のスキージャンプ選手。
双子の兄東和広、弟の東輝とともに「東三兄弟」と呼ばれた。小柄ながら豪快なジャンパーとして活躍し、選手生命は長かった。北海道余市郡仁木町出身。北海道余市高等学校卒業。日本空調サービスで監督として後進を指導し、名伯楽として活躍するが2003年監督を辞任した。
双子の兄和広、弟輝は小学生の頃から全日本クラスの大会で優勝し活躍していたが、昭広は目立った実績を挙げていない。しかし、社会人になってからは著しい進歩を遂げ、一発屋として活躍し、飛距離は抜群であった。素質的には優れたものがあり、期待されていたが怪我が多いため外国では目立った戦績は残していない。

## 選手としての戦績
- 1988年 カルガリーオリンピック日本代表
- 1989年 全日本選手権 ノーマルヒル優勝
- 1991年 全日本選手権 ラージヒル優勝
- 1996年 国体青年の部 ノーマルヒル準優勝